# Gnathocera katentania
Gnathocera katentania är en skalbaggsart som beskrevs av Louis Burgeon 1932. Gnathocera katentania ingår i släktet Gnathocera och familjen Cetoniidae. Inga underarter finns listade i Catalogue of Life.